# Anthothoe olivacea
Anthothoe olivacea is een zeeanemonensoort uit de familie Sagartiidae.
Anthothoe olivacea is voor het eerst wetenschappelijk beschreven door Hemprich & Ehrenberg in Ehrenberg in 1834.